# Skjolden

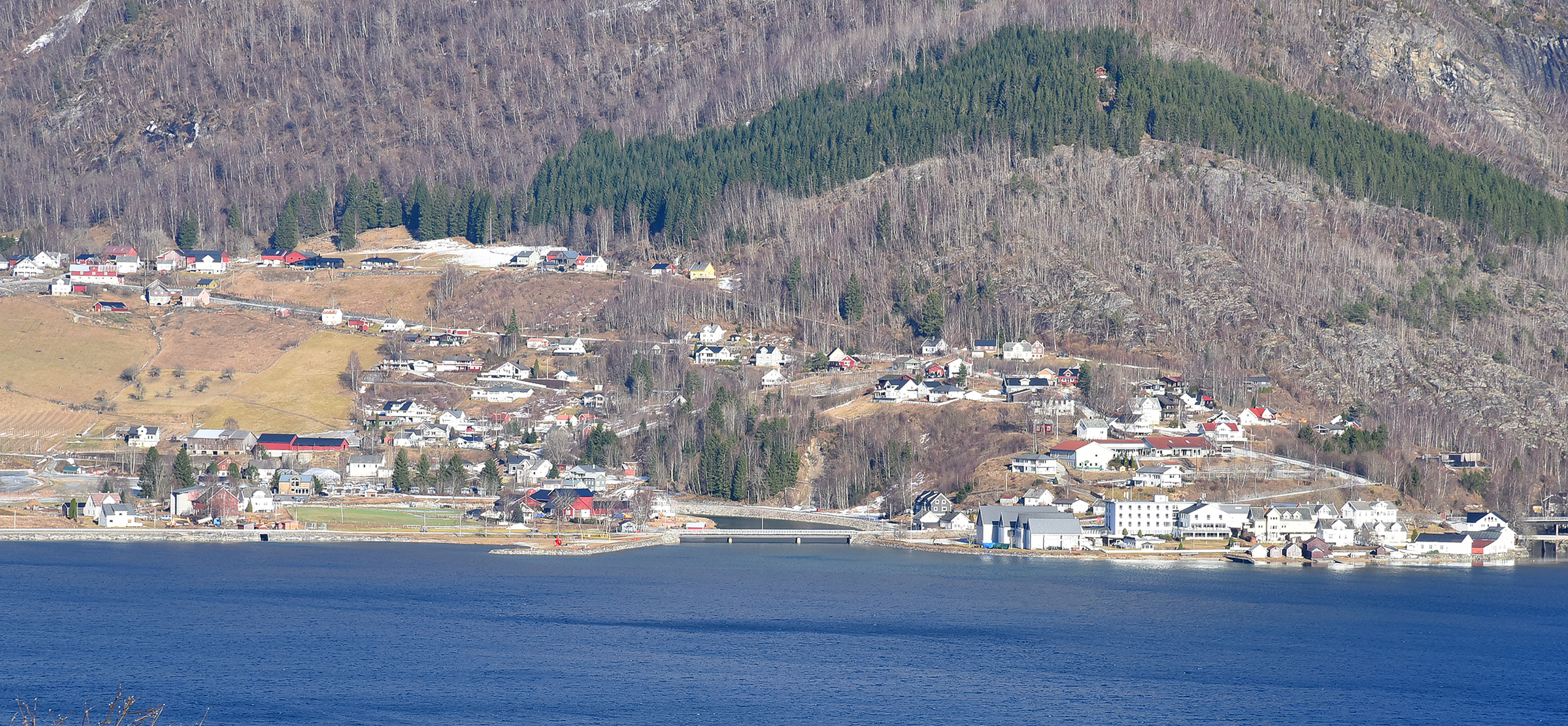
Skjolden, Mars 2024. La photo de Vadim Chupryna

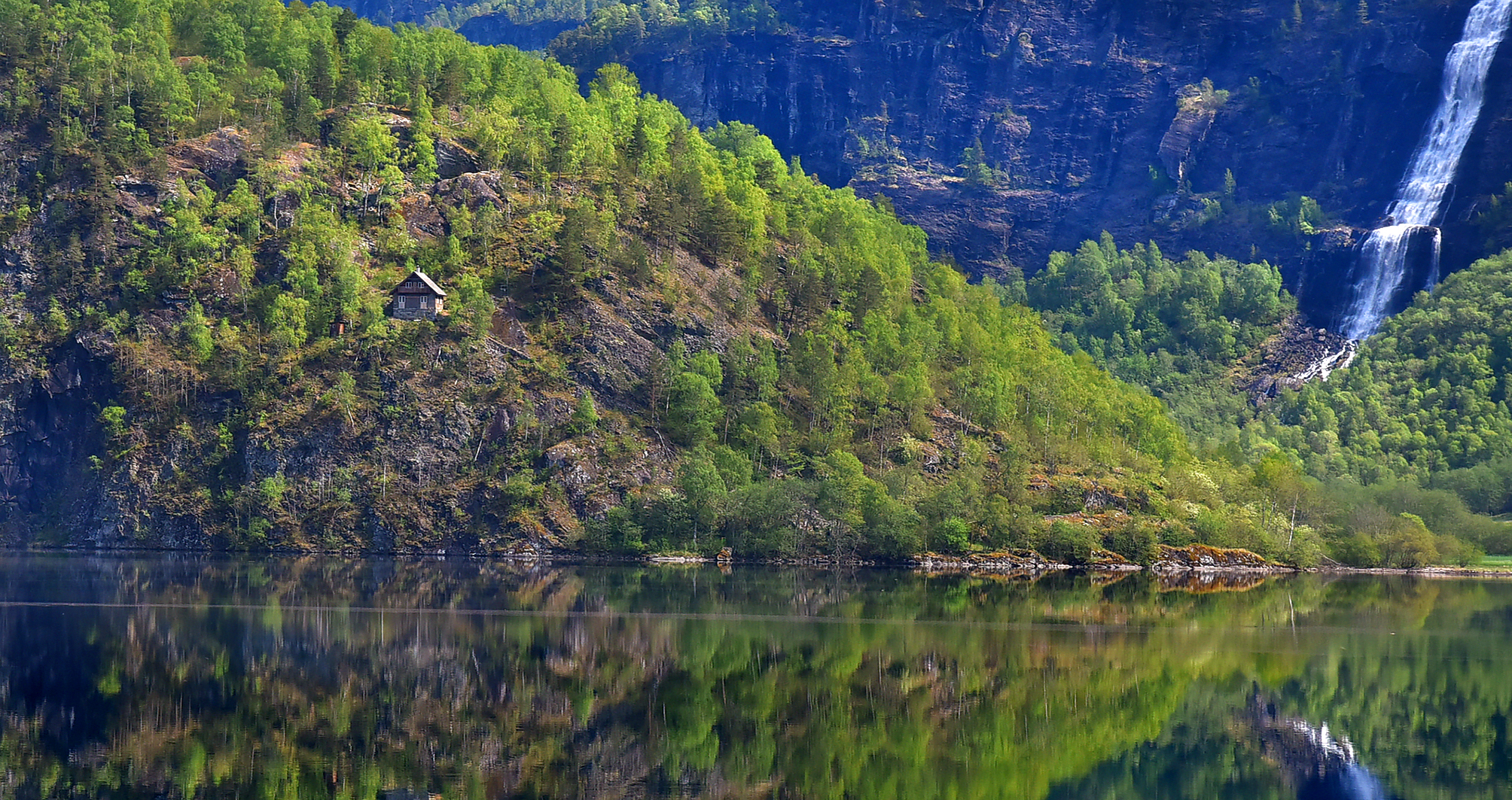
La maison restaurée de Ludwig Wittgenstein à Skölden, en Norvège. La photo de Vadim Chupryna (2024)

Skjolden est un village norvégien situé au bord du Sognefjord. Il est entouré de nombreuses cascades, des montagnes du Jotunheimen, du Breheimen ainsi que du parc national du Jostedalen. Il est peuplé d'environ 200 habitants. Skjolden est située au long de la route nationale touristique du Sognefjellsvegen. Elle est située au sud des glaciers du Harbardsbreen et du Spørteggbreen. Elle est également située à une heure de route du glacier de Nigardsbreen, une source d'énergie hydroélectrique. Le village est situé à 20 km à l'ouest du lac du Prestesteinsvatnet et de la montagne du Fannaråki. Parmi les activités touristiques de la ville, la maison Munthehuset (The Munthe House en anglais) est une maison de plus de 200 ans, une battisse unique qui a joué un rôle clé dans l'histoire de l'art, la vie culturelle et la construction de la nation norvégienne. Il y a également la maison du jus, la Safthuset qui produisait de la confiture et du jus au XXe siècle et le Sogn Folk Museum, une ferme d'époque.

## Anecdotes
Le philosophe Ludwig Wittgenstein y séjourna peu avant la Première Guerre mondiale de 1913 à 1914.